# Jacques Valade
Pour les articles homonymes, voir Valade.
Ne doit pas être confondu avec Jacques Valax.
Jacques Valade, né le 4 mai 1930 à Bordeaux (Gironde) et mort le 3 octobre 2023 dans la même ville,, est un homme politique français.

## Biographie

### Carrière
Il est diplômé de l'École de chimie industrielle et agricole de l'université de Bordeaux – promotion 1952. Il épouse Alberte Rimbert, dite Tita, en 1954. Docteur es sciences physiques et ingénieur chimiste, il est nommé professeur de chimie organique en 1963 à l'université de Bordeaux. Il est doyen de cette faculté de 1968 à 1970.
Membre de l'UDR puis du RPR, il commence sa carrière politique aux côtés de Jacques Chaban-Delmas. Il est député de 1970 à 1973 et adjoint au maire de Bordeaux en 1971 puis le premier adjoint pendant 15 ans de 1977 à 1992. Il est candidat à la succession de Chaban aux élections municipales de Bordeaux en 1995, mais doit céder sa place au Premier ministre Alain Juppé.
Conseiller général élu dans le canton de Bordeaux-4 en 1973, il est président du conseil général de la Gironde de 1985 à 1988 puis président du conseil régional d'Aquitaine de 1992 à 1998. Il est sénateur de la Gironde de 1980 à 1987 et de 1989 à 2008 et ministre délégué auprès du ministre de l'Éducation nationale, chargé de l'Enseignement supérieur et de la Recherche de 1987 à 1988.

### Mort
Hospitalisé depuis deux semaines à l’hôpital Saint-André à Bordeaux, Jacques Valade y décède le 3 octobre 2023 à l'âge de 93 ans.

## Ouvrage
- avec Jean Petaux, Itinérances inattendues, éd. Le Bord de l'eau, 2021.

## Décorations
- Commandeur de l'ordre des Palmes académiques (1989)[7]

## Détail des mandats

### Fonctions gouvernementales
- 20 janvier 1987 - 10 mai 1988 : ministre délégué auprès du ministre de l'Éducation nationale, chargé de l'Enseignement supérieur et de la Recherche

### Fonctions parlementaires
- Sénateur de la Gironde
  - du 2 octobre 1980 au 19 février 1987
  - du 2 octobre 1989 au 30 septembre 2008
- Vice-président du Sénat
- 20 octobre 1970 - 1er avril 1973 : député de la deuxième circonscription de la Gironde

### Mandats locaux
- Président du conseil régional d'Aquitaine de 1992 à 1998
- Président du conseil général de la Gironde de 1985 à 1988 ; conseiller général élu dans le canton de Bordeaux-4 de 1973 à 1989
- Adjoint au maire de Bordeaux de 1971 à 1992
- Vice-président de la communauté urbaine de Bordeaux

### Autres fonctions
- Membre de l'Office parlementaire d'évaluation des choix scientifiques et technologiques
- Président de l'Association pour le développement des industries chimiques du Sud-Ouest (ADICSO)
- Président de Conseil du développement économique et social (CODES)